# Кунтаджа
Кунта́джа (англ. Kuntaja) — традиційна громада у складі дистрикту Блантайр Південного регіону Малаві.
Населення — 84765 осіб (2018).